# Caue Fernandes
Caue Fernandes Silveira (Sant'Ana do Livramento, 31 luglio 1988) è un ex calciatore brasiliano, di ruolo difensore.

## Carriera

### Club
Ha giocato nella massima serie dei campionati uruguaiano ed honduregno.